# アロイス・エリアーシ
アロイス・エリアーシ（Alois Eliáš, 1890年9月29日 – 1942年6月19日）は、チェコスロヴァキアの軍人・政治家。ベーメン・メーレン保護領時代のチェコで首相を務めた。

## 略歴
オーストリア＝ハンガリー帝国時代のプラハに生まれる。1908年に現在のプラハ・チェコ工科大学へ入学する。第一次世界大戦では、はじめオーストリア＝ハンガリー帝国軍の兵士として東部戦線で戦ったが、ロシア帝国軍の捕虜となり、チェコ軍団（チェコスロヴァキア独立を目指してオーストリアと戦った）の一員に組み入れられ、フランスで活動した。戦後、オーストリア＝ハンガリー帝国の敗戦に伴い独立したチェコスロヴァキアに帰国する。エリアーシはチェコスロヴァキア独立の英雄の一人として、チェコスロヴァキア軍の将軍となった。1921年から1923年にかけてはパリの軍事大学で学ぶ。1929年から1931年にかけては参謀本部で勤務している。国際連盟で行われたジュネーブ軍縮会議にもチェコ代表団として参加している。1931年からホムトフの歩兵旅団長、1933年からリトミェルジツェの師団長に昇進し、1935年からはトレンチンで軍司令官となる。
その頃、ドイツではアドルフ・ヒトラーの政権が成立し、対外進出を推し進めていた。1938年にはオーストリア併合が行われ、続いてヒトラーの眼はチェコスロヴァキア領のズデーテン地方（ドイツ系住民が大多数を占めていた）に向いた。1938年9月にドイツ・イタリア・イギリス・フランスの首脳によるミュンヘン会談があり、ズデーテン地方のドイツ領有が認められた。
この会談を受けてエドヴァルド・ベネシュ大統領が辞任し、ロンドンに亡命したが、後継のエミール・ハーハ大統領は、ドイツの要求を全て受け入れた。そしてルドルフ・ベラン内閣を組閣させ、エリアーシはベラン内閣の交通相として入閣した。さらに1939年3月には独立スロバキアが分離し、ボヘミア・モラヴィア地方にドイツ軍が進駐した（ベーメン・メーレン保護領）。ドイツからは総督としてコンスタンティン・フォン・ノイラート男爵が派遣された。ハーハ大統領は、1939年4月27日、エリアーシを首相に任命する。エリアーシは表向き親独の態度を取ったが、裏では反ナチの地下組織と接触して、ノイラート治下のベーメン・メーレン保護領でテロやデモ、ストライキ、抵抗運動を煽動した。その結果、領内に混乱が生じ、ベーメン・メーレン保護領の兵器生産率は20%近く低下した。
当時、ベーメンはルール地方と並ぶナチス・ドイツ最大の軍需工業地であり、ドイツにとってはベーメン・メーレン保護領の秩序と生産率の回復が急務となった。ヒトラーは、国家保安本部長官ラインハルト・ハイドリヒSS大将をベーメン・メーレン保護領副総督に任じた。ノイラートは総督職の辞任を申し出たが、これは却下され、形式上は総督に残留のまま休職処分となった。ハイドリヒは1941年9月27日にプラハに到着し、テロなどの抵抗運動を取り締まるため戒厳令を敷き、反ナチ分子、とりわけ共産主義勢力を徹底的に捜索させて逮捕させた。さらに翌28日には首相であるエリアーシの逮捕も命じた。その後、エリアーシは裁判にかけられ、死刑を宣告されたが、ヒトラーの命令で執行は停止されていた。しかし1942年6月に、イギリスから派遣されたチェコ人工作部隊員の襲撃が元でハイドリヒが死亡した。これに激怒したヒトラーは、チェコ人への報復の一環としてエリアーシをコビリスキー刑場において銃殺刑に処した。エリアーシは死の直前に、妻へ宛てた遺書を持ち出させるのに成功した。
死から44年経った2006年、国葬が行われた。